# Prosthechea fuertesii
Prosthechea fuertesii är en orkidéart som först beskrevs av Célestin Alfred Cogniaux, och fick sitt nu gällande namn av Eric Alston Christenson. Prosthechea fuertesii ingår i släktet Prosthechea och familjen orkidéer. Inga underarter finns listade i Catalogue of Life.